# Vanina Vanini (racconto)
Vanina Vanini è un racconto di Stendhal, pubblicato per la prima volta nel 1829. Ambientato nel secondo decennio dell'800, narra una storia d'amore fra una giovane aristocratica romana e un affiliato alla Carboneria.

## Storia editoriale
Vanina Vanini fu scritto nell'autunno del 1829, inviato alla rivista Revue de Paris il successivo 3 dicembre e pubblicato sul numero del 13 dicembre 1829. Pur non dovendo far parte in senso stretto delle Cronache italiane, dovendo essere riservata secondo alcuni tale qualifica ai racconti che Stendhal compose fra il 1837 e il 1839 tratti da un vecchio manoscritto in lingua italiana, Vanina Vanini entrò a far parte della raccolta di racconti Chroniques italiennes pubblicata postuma in volume nel 1855 a cura di Romain Colomb, cugino ed esecutore testamentario di Stendhal. Fa parte, inoltre dell'edizione definitiva della raccolta Romans et nouvelles, curata da Henri Martineau per la Bibliothèque de la Pléiade, nel 1947.

## Trama
Il racconto è ambientato in Italia agli albori del Risorgimento. Vanina Vanini è una ricca e brillante principessa romana, che trova alquanto mediocri i giovani che la corteggiano. Tornata a casa da un ballo, scopre che suo padre nasconde in una stanza del palazzo una giovane donna che presenta gravi ferite di arma bianca. Vanina fa la conoscenza della sconosciuta, che dapprima le dice di chiamarsi Clementina e successivamente le rivela di essere in realtà un uomo: Pietro Missirilli, un carbonaro di diciannove anni, figlio di un povero chirurgo di Sant'Angelo in Vado. Missirilli era stato catturato, assieme ad altri membri della sua vendita, ed era stato imprigionato a Castel Sant'Angelo. Dopo tredici mesi di carcere, con l'aiuto di amici era evaso dal carcere, travestito da donna; ferito da un gendarme con un colpo di baionetta, si era rifugiato nel giardino della contessa Vitteleschi, amante del padre di Vanina, Don Asdrubale Vanini, e quest'ultimo lo aveva nascosto nel proprio palazzo. Vanina aiuta Missirilli e quando il carbonaro, dopo quattro mesi di convalescenza, è guarito, la ragazza gli chiede di rimanere con lei. Missirilli rifiuta sia per le differenti condizioni sociali esistenti fra loro due, sia per il suo desiderio di dedicarsi completamente alla lotta politica; la nobiltà d'animo di Missirilli rafforza l'amore di Vanina.
Missirilli lascia Roma per la Romagna dove gli viene affidato il comando di una vendita carbonara. Vanina lo raggiunge; finanzia con armi e danaro il gruppo di patrioti; ma Missirilli, occupato completamente dalla lotta politica, si disinteressa a lei. Per distoglierlo dall'attività cospirativa, Vanina fa conoscere alle autorità i nomi di tutti i carbonari eccetto Missirilli. Missirilli, però, timoroso di essere giudicato un traditore dai suoi compagni, si costituisce e viene condannato a morte. Vanina, e non senza rischi, riesce a far ottenere la grazia papale a Missirilli. Ottiene infine un colloquio in carcere con Missirilli, il quale le esprime il proprio rammarico per essersi distratto dall'unica passione che deve perseguire, l'indipendenza italiana, e consiglia a Vanina di sposare il giovane principe Savelli, un corteggiatore della ragazza. Vanina regala a Missirilli tutti i suoi gioielli, ma il carbonaro le chiede di dimenticarlo. Indignata, Vanina racconta a Missirilli tutto quello che ha fatto per salvargli la vita; gli rivela poi che era stata lei a far arrestare i compagni. Missirilli tenta allora di uccidere Vanina, ma viene fermato da un carceriere; restituisce allora a Vanina con disprezzo i gioielli che la ragazza gli aveva regalato poco prima. Vanina torna a Roma e sposa il principe Savelli.

## Critica
Sebbene Vanina Vanini sia stato scritto alla fine del decennio che vide in Italia i principali moti carbonari e sebbene la vicenda abbia ispirato probabilmente alcune popolari opere di argomento risorgimentale (sono state notate, per esempio, somiglianze col libretto di Tosca) è stata notata anche l'assenza di simpatia di Stendhal in generale nei confronti della Carboneria e in particolare nei confronti del protagonista maschile Pietro Missirilli, i cui ideali appaiono retorici e anacronistici. Il personaggio di Vanina, a cui vanno le simpatie dell'autore, appare invece simile a quello di Mathilde de La Mole de Il rosso e il nero del 1830: l'avversione per la mediocrità dei propri tempi, la passione per un individuo socialmente inadeguato e comunque ribelle; perfino il nome proprio del padre di Vanina (Asdrubale) corrisponde a quello di Carcassone, l'eroe rinascimentale di Mathilde, decapitato assieme a Boniface de La Mole.

## Edizioni
- (FR) Stendhal, Chroniques italiennes par de Stendhal (Henri Beyle), a cura di Romain Colomb, Paris, Michel Lévy frères, Libraires-éditeurs, 1855. Contiene: «L'Abbesse de Castro», «Vittoria Accoramboni, duchesse de Bracciano», «Les Cenci», «La Duchesse de Palliano», «Vanina Vanini», «Les Tombeaux de Corneto», «La comédie est impossible en 1836».
- (FR) Stendhal, Chroniques et nouvelles de Stendhal, Paris, Librairie Nouvelle, 1855. Contiene: L'abbesse de Castro ; Les Cenci ; La duchesse de Palliano ; San Francesco a Ripa; Vanina Vanini ; Vittoria Accoramboni ; Le philtre.
- (FR) Stendhal, Romans et nouvelles: texte établi et annoté, a cura di Henri Martineau, collana Collana Bibliothèque de la Pléiade, Paris, Gallimard, 1947. Contiene: «L'Abbesse de Castro», «Vittoria Accoramboni, duchesse de Bracciano», «Les Cenci», «La Duchesse de Palliano», «Vanina Vanini», «San Francesco a Ripa», «Trop de faveur tue», «Suora Scolastica»
- Vanina Vanini: particolari sull'ultima società dei Carbonari scoperta negli Stati del Papa; traduzione di R. Bianchi, Milano: Ed. Imperia Milano, 1923
- Stendhal, Cronache italiane, collana Collezione I corvi n. 22, traduzione di Clemente Fusero, Milano, Dall'Oglio, 1949.
- Stendhal, Cronache italiane, collana Collezione Narratori stranieri tradotti n. 54, traduzione di Pietro Paolo Trompeo e Mario Bonfantini, introduzione di Mario Bonfantini, Torino, G. Einaudi, 1959.
- Stendhal, Cronache italiane e altri racconti d'Italia, collana Collezione BUR nn. 1414-1418, traduzione di Cesare Giardini, Milano, Rizzoli, 1959. Contiene: «L'abbesse de Castro»; «Vittoria Accoramboni»; «Les Cenci»; «La duchesse de Palliano»; «San Francesco a Ripa»; «Vanina Vanini»; «Trop de faveur tue»; «Suora Scolastica»; «Le juif»; «Souvenirs d'un gentilhomme italien».
- Stendhal, Vanina Vanini e altre cronache italiane, collana Collezione Biblioteca moderna Mondadori n. 663, traduzione di Maria Bellonci, Prefazione di Maria Bellonci, Milano, A. Mondadori, 1961. Contiene: «La duchessa di Paliano»; «Vittoria Accoramboni»; «I Cenci»; «San Francesco a Ripa»; «Vanina Vanini».
- Stendhal, Vanina Vanini; traduzione di Rino Dal Sasso, Collana I narratori del realismo n. 33, Roma: Editori riuniti, 1961
- Stendhal, Vanina Vanini; traduzione di G.C. Conti; Prefazione B. Pincherle; con 20 disegni di Carlo Mattioli, Parma: U. Guanda, 1961
- Stendhal, Vanina Vanini; a cura di Enrico Badellino, Latina: L'argonauta, 1990
- Stendhal, Vanina Vanini; traduzione di Maria Teresa Sposato; introduzione di Giuseppe Scaraffia, Palermo: Sellerio, 1996, ISBN 88-389-1152-5

## Adattamenti

Alida Valli e Amedeo Nazzari in Oltre l'amore, regia di Carmine Gallone (1940)

- Vanina oder Die Galgenhochzeit, film del 1922 diretto da Arthur von Gerlach con Asta Nielsen nel ruolo della protagonista[9]
- Oltre l'amore, film del 1940 diretto da Carmine Gallone interpretato da Alida Valli (Vanina) e Amedeo Nazzari (Pietro)
- Vanina Vanini, film del 1961 diretto da Roberto Rossellini interpretato da Sandra Milo (Vanina) e Laurent Terzieff (Pietro)
- Vanina Vanini, film per la TV del 1963 diretto da Helmut Schiemann con Annekathrin Bürger nel ruolo della protagonista[10]